# Gottfried von Cramm

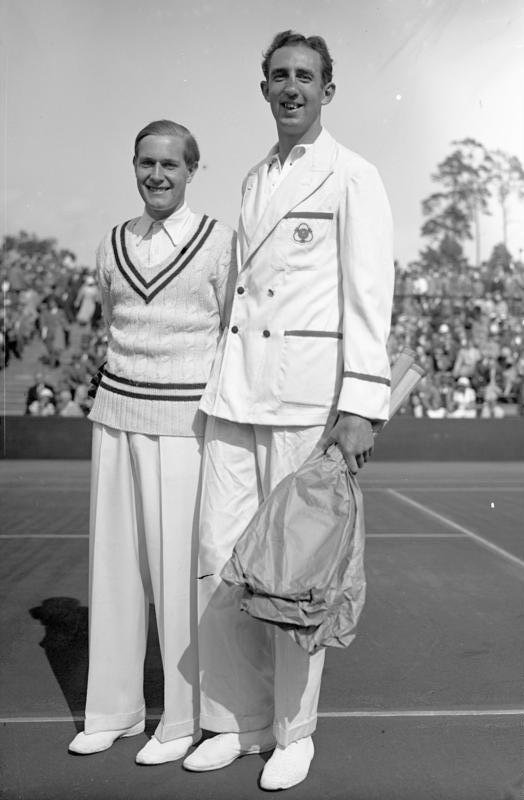
Gottfried von Cramm (vänster) med den irländske tennisspelaren C. S. Rogers i juni 1932.

Gottfried von Cramm, "baronen", född 7 juli 1909 i Nettlingen, död 8 november 1976 i Kairo i Egypten, var en tysk friherre och tennisspelare. Gottfried von Cramm, flerfaldig tysk mästare i tennis, tillhörde under 1930-talet den yttersta världseliten bland amatörspelare. År 1935 var han rankad som nummer två efter engelsmannen Fred Perry. 
Gottfried von Cramm upptogs 1977 i International Tennis Hall of Fame.

## Tenniskarriären
Gottfried von Cramm vann sin första singeltitel i en Grand Slam-turnering 1934 genom finalseger över den australiske storspelaren Jack Crawford i Franska mästerskapen. Säsongen 1936 upprepade han sin seger, denna gång genom finalseger över engelsmannen Fred Perry. Han lyckades aldrig vinna singeltiteln i Wimbledonmästerskapen och är känd, tillsammans med senare Ken Rosewall, som "den bäste tennisspelaren som inte vunnit Wimbledon". Perioden 1935-37 var han tre gånger i final i Wimbledon, men förlorade de två första finalerna mot Fred Perry, och den sista mot Donald Budge. Samma år (1937), förlorade han också finalen i Amerikanska mästerskapen till Budge. Däremot vann han dubbeltiteln i både Franska mästerskapen och Amerikanska mästerskapen 1937 tillsammans med landsmannen Henner Henkel och mixed-titeln i Wimbledonmästerskapen 1933 tillsammans med Hilde Krahwinkel Sperling.
Von Cramm tillhörde det framgångsrika tyska Davis Cup-laget 1932-37 och 1951-53. Han spelade 1937 en av de bästa matcherna i DC-historien mot Donald Budge i semifinalmatchen mellan Tyskland och USA. Von Cramm ledde den avgörande femte matchens avgörande femte set med 4-1. Trots detta förlorade han setet med 6-8, efter det att Budge i sista gamet haft sex matchbollar. Efter att ha slagit en otagbar retur föll Budge raklång på banan och hörde domaren utropa USA som segrare när han fortfarande låg på marken. Von Cramm stod och väntade på Budge vid nätet, denne reste sig och tysken tackade för den finaste tennismatch han någonsin deltagit i, och att han var tacksam över att ha fått spela den mot just Budge som han högaktar så mycket. Därefter omfamnade spelarna varandra.

## Spelaren och antinazisten von Cramm
Gottfried von Cramm var en person med stor integritet och personlig utstrålning. Han var mycket respekterad och omtyckt av publik och motståndare. Han spelade en stilren tennis enligt klassisk modell. Han var också känd för sin känsla för fair play och var med det ett föredöme för sin idrott. 
Under karriären på 1930-talet var han utsatt för hot från naziregimens företrädare i hemlandet. Regimen krävde att han, som toppidrottsman, i sina internationella framträdanden skulle propagera för nazismen, vilket dock von Cramm som övertygad antinazist vägrade. Han förvägrades därvid att 1937 åka till Paris för att försvara sin titel i franska öppna. Följande år (1938) blev han "anklagad" för att vara homosexuell och arresterades på den grunden av Gestapo. Han släpptes våren 1939, men han tilläts inte, trots omfattande protester från i första hand amerikanska tennisspelare, att spela i Wimbledonmästerskapen det året. Han blev sänd till ryska fronten i januari 1942 som menig soldat. Han skadades där och blev för detta belönad med järnkorset. Nya anklagelser av olika slag riktades emellertid mot honom under de följande krigsåren, bland annat förhördes han upprepade gånger av Gestapo för förment inblandning i attentat mot Adolf Hitler. Det var sannolikt genom ett personligt ingripande av Sveriges tennisintresserade kung och personlige vän Gustaf V som han lyckades klara dessa förhör. 
Efter andra världskrigets slut återvände han till hemlandet, och han blev 1947-48 utsedd till årets idrottsman i Tyskland. År 1951 var han åter med i Tysklands Davis Cup-lag. Det året nådde man Europa-finalen som spelades i Båstad mot det svenska laget med Sven Davidson och Lennart Bergelin. Sverige segrade med 5-0 i matcher, men Tyskland var åter med i den internationella idrottsrörelsen. 
Åren 1955-1959 var han gift med den amerikanska mångmiljardärskan och arvtagerskan Barbara Hutton.
Gottfried von Cramm omkom 66 år gammal i en bilolycka i Egypten alldeles utanför Kairo.

## Grand Slam-finaler, singel (7)

### Titlar (2)
| År   | Mästerskap               | Finalmotståndare | Setsiffror              |
| 1934 | Franska mästerskapen     | Jack Crawford    | 6-4, 7-9, 3-6, 7-5, 6-3 |
| 1936 | Franska mästerskapen (2) | Fred Perry       | 6-0, 2-6, 6-2, 2-6, 6-0 |

### Finalförluster (Runner-ups) (5)
| År   | Mästerskap               | Finalmotståndare | Setsiffror              |
| 1935 | Franska mästerskapen     | Fred Perry       | 3-6, 6-3, 1-6, 3-6      |
| 1935 | Wimbledonmästerskapen    | Fred Perry       | 2-6, 4-6, 4-6           |
| 1936 | Wimbledonmästerskapen    | Fred Perry       | 1-6, 1-6, 0-6           |
| 1937 | Wimbledonmästerskapen    | Donald Budge     | 3-6, 4-6, 2-6           |
| 1937 | Amerikanska mästerskapen | Donald Budge     | 1-6, 9-7, 1-6, 6-3, 1-6 |

## Övriga Grand Slam-titlar
- Franska mästerskapen :
  - Dubbel - 1937
- Wimbledonmästerskapen
  - Mixed dubbel - 1933
- Amerikanska mästerskapen:
  - Dubbel - 1937